# Linaria oligantha
Linaria oligantha är en grobladsväxtart. Linaria oligantha ingår i släktet sporrar, och familjen grobladsväxter.

## Underarter
Arten delas in i följande underarter:
- L. o. oligantha
- L. o. valentina

## Bildgalleri

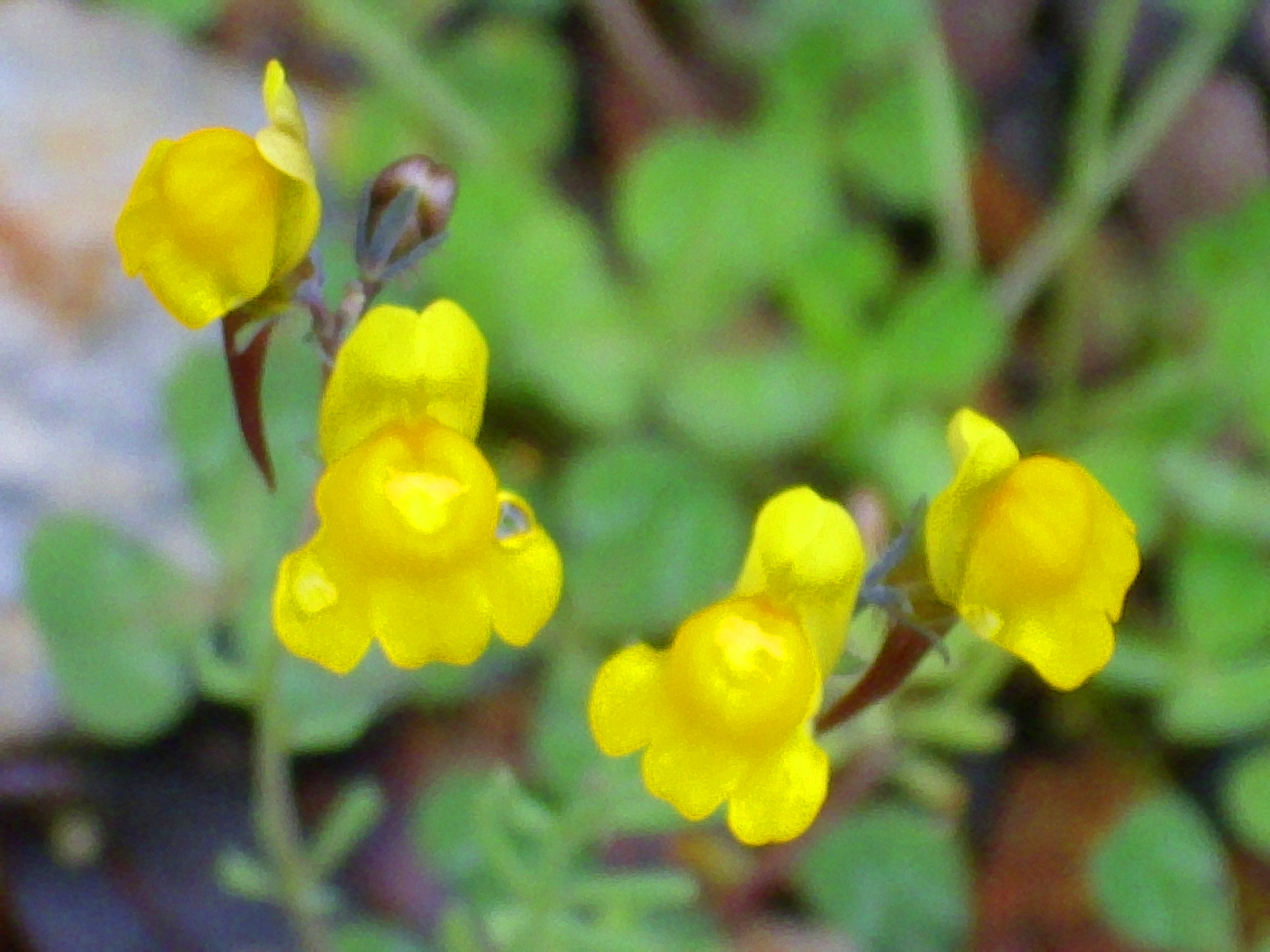
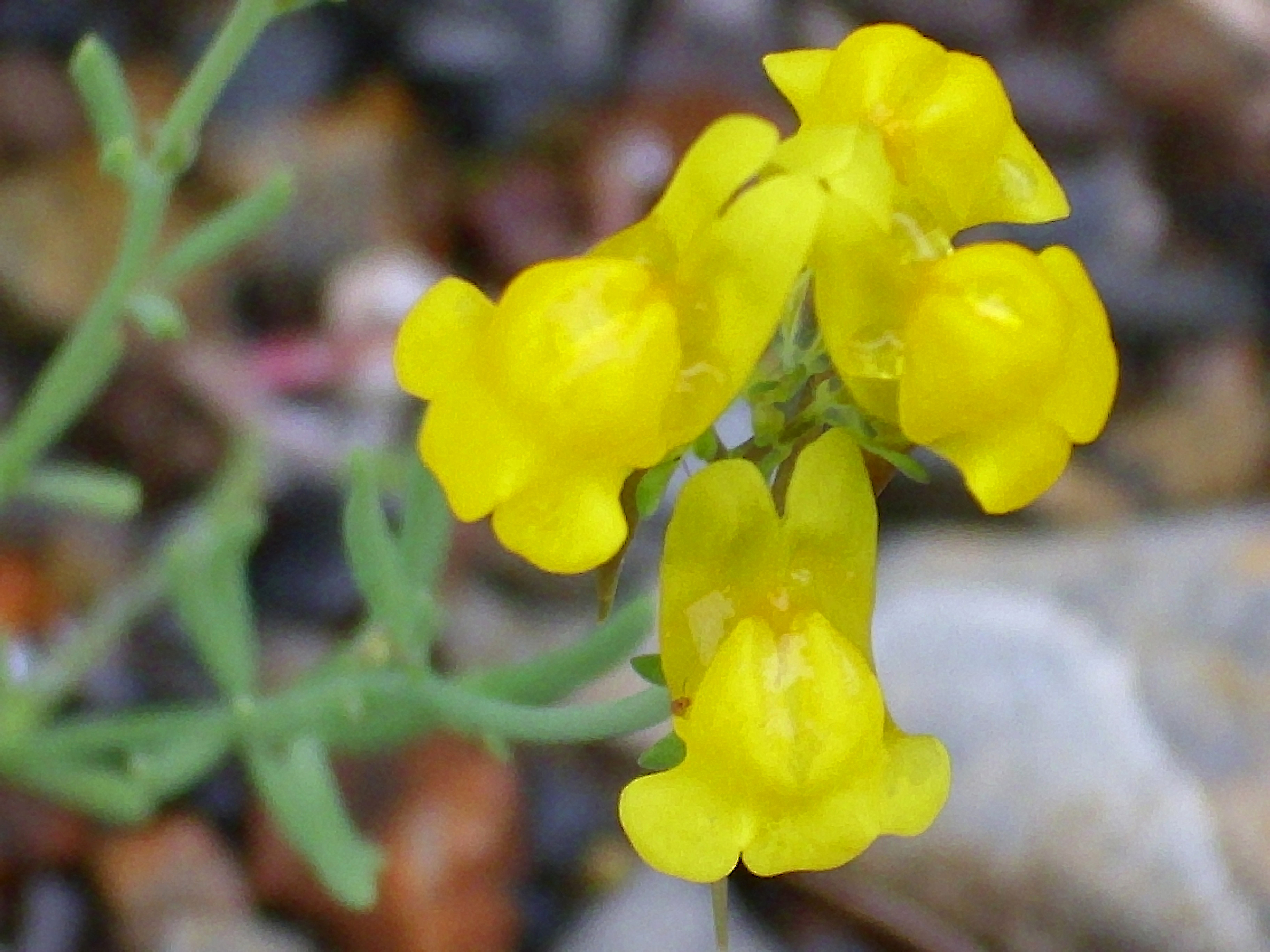
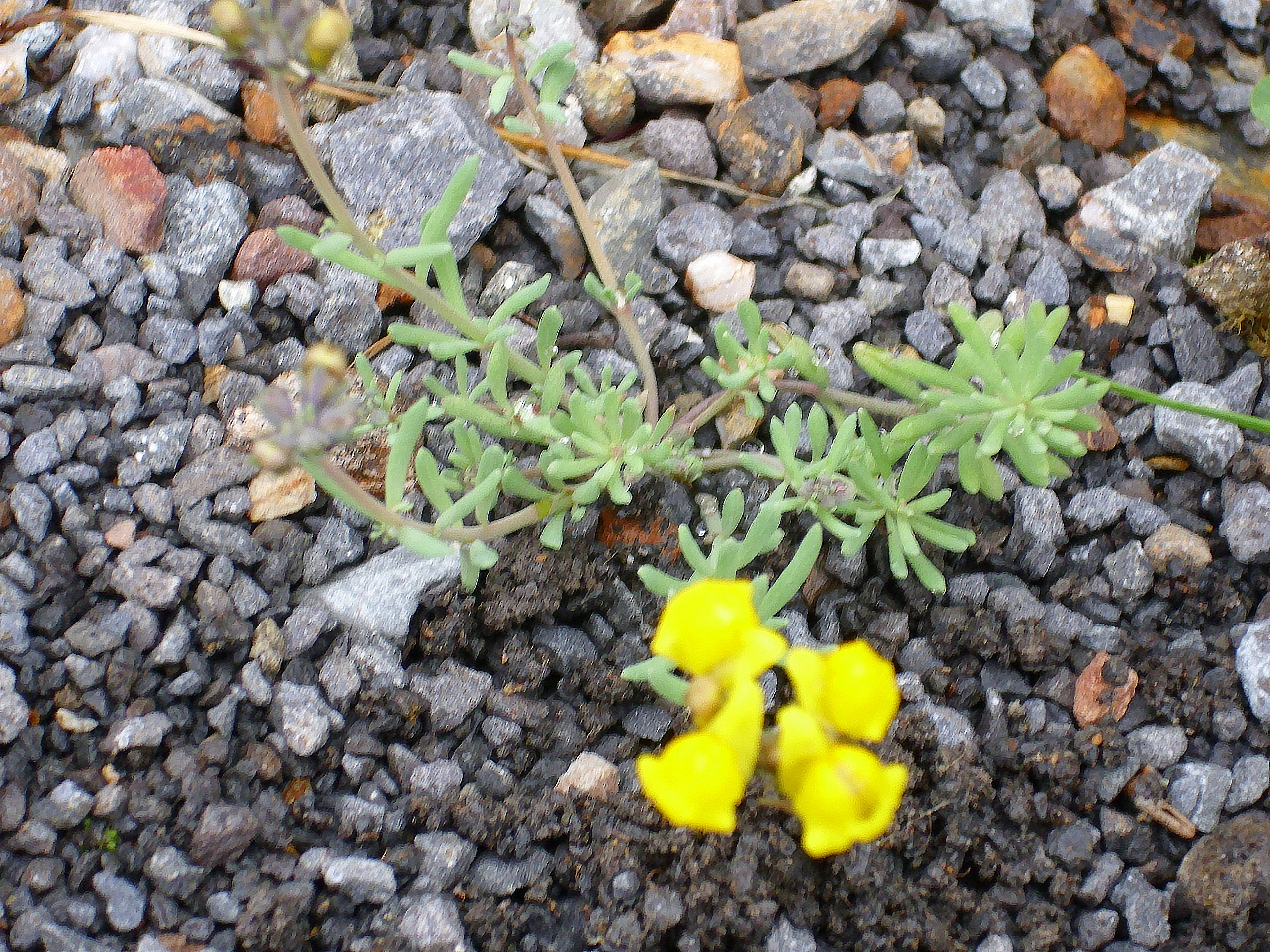
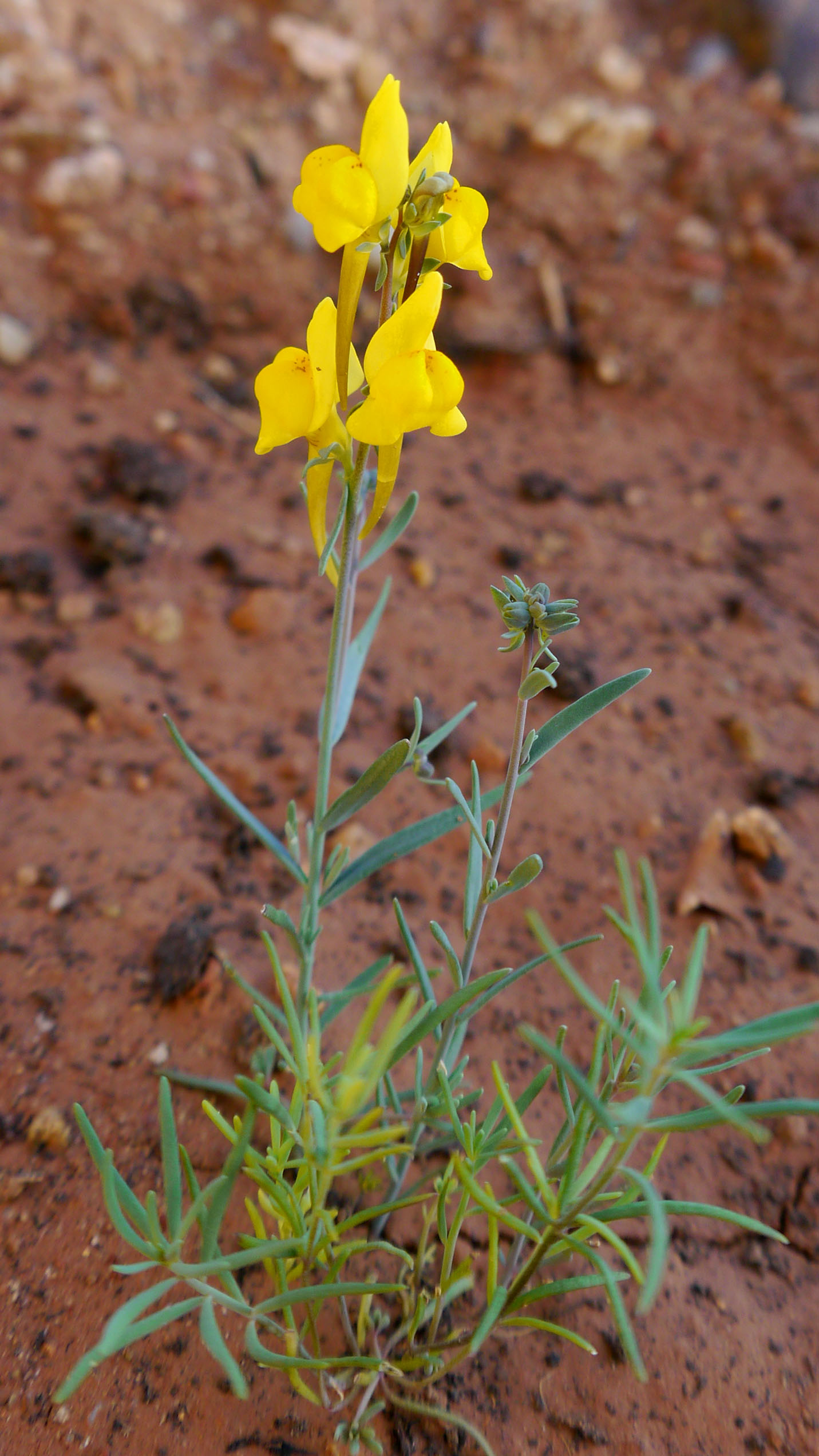